# Trofeo del Centenario del Portugalete
El Trofeo del Centenario del Portugalete fue un torneo disputado el 2 de agosto de 2009 en el municipio de Portugalete, Vizcaya, para conmemorar el 100.º aniversario de la fundación del Club Portugalete.

## Partidos
El trofeo se disputó a modo de triangular entre el Club Portugalete, el Real Sporting de Gijón y el Athletic Club.
El Sporting se proclamó campeón tras ganar sus dos encuentros; en el primero, ante los anfitriones, venció por 0-2, con tantos de Mate Bilić y Diego Camacho, mientras que en el segundo partido derrotó al Athletic por 0-1, siendo David Barral el autor del gol. El segundo clasificado fue el equipo bilbaíno, que venció al Portugalete por 0-1 en el tercer encuentro, con gol de Óscar de Marcos.